# Паниова (Тимиш)
Паниова (рум. Paniova) или Пањова (по српском) насеље је у Румунији у округу Тимиш у општини Гизела. Oпштина се налази на надморској висини од 126 m.

## Историја
По "Румунској енциклопедији" место се први пут помиње 1690. године као "Панова". Колонизација Немаца изведена је 1896. године.
Пањова (Пањева) се јавља од 1690. године, а број домова 1717. године износио је 20. Након протеривања Турака то место се 1717. године јавља под именом "Бангева". На Мерсилијевој мапи Баната 1723-1725. године оно је уцртано и обележено са другачијим називом - "Баниуниоба". Аустријски царски ревизор Ерлер је 1774. године констатовао да се "Пањова" налази у Лунгшком округу, Лугошког дистрикта. Становништво је било претежно влашко. Када је 1797. године пописиван православни клир, у месту је само један свештеник. Парох, поп Михаил Гавриловић, рукоположен 1787. године знао је само румунски језик.
У другој половини 18. веку то насеље се зове "Пањова", и спахијски је посед. Помиње се 1796. године и држи га до 1848. године српска племићка породица Демелић "от Пањове". Те 1796. године добили су угарско племство - помињу се од тада као племићи Демелићи у Пањови: Сава, Теодор и Павле - и њихова деца. Тодор или Теодор (Федор) ожењен Аном Прендић, се тргујући обогатио, помагао је српске устанике под Карађорђем. Сава ожењен Софијом Георгијевић, се истакао током аустријско-турског рата 1788. године, као заповедник - командир друге чете српског банатског фрајкора. У рат је ушао као "фенрих" а због знатних војничких заслуга изашао као "капетан". Савин млади син Атанасије "от Демелић", је сахрањен 1801. године у порти саборне цркве у Темишвару.
Почетком 19. века село има око 50 кућа. Староседеоци места су били Срби и Румуни. Удаљено је од Темишвара око 50 км северозападно. Године 1900. број Немаца је достигао 40% становнштва. Православна румунска црква је грађена 1932. године.

## Племићи Демелићи
Село је 1812. године власништво (као и околина) српске породице Демелић, од тада ова носи предикат "от Пањове". 
Племићи Демелићи су чести претплатници књига и новина српских. Сваке године набављају бар по један наслов. Власници - домаћини - "господари Пањевски" су у првој половини 19. века браћа, старији Василије (1818-1829) и млађи Петар Демелић (1824-). Петар је био 1824. године кандидат за зета књаза Милоша Обреновића, који је са још неколико богатих младих Срба, могао да ожени Петрију Обреновић. Вук Караџић је био посредник, радећи за свог "пештанског" пријатеља. Говорило се тада "Петар и Петрија" - да су добар пар. Марија Тирка (рођ. Демелић) и њена мајка Анка Демелић су "измолиле још 2000 ф." од Теодора Тирке издавача, да би Вук Караџић одштампао свој Србски рјечник. Њих две су обезбедиле укупно 5000 ф. за Вуков вредни Рјечник.
Петар Демелић (рођ. 1798) се бавио превођењем; преводио је тако Хомера, Ларошфукоа, Бајрона. Био је једно време и потпредседник Матице српске у Пешти, а 1840. године он је њен почасни члан. Са њим је у пријатељству био славни Вук Караџић. Године 1822. упутила се цела породица Караџић из Беча у Поњову, Демелићу у госте. Демелићи су имали свој властелински двор у том месту. Кренули су на дуги пут Вук, супруга Ана, син Сава и њихова слушкиња. Петар се јавља 1833. године као "асесор" Славног Темишварског комитата.
Јован Демелић је официр којег срећемо у Бечу (лајтант и гардиста 1818-1828), затим у Орловату (капетан 1836), Вуковару (ритмајстор=коњички капетан 1846)
, Темишвару (мајор 1847)...
Као пренумеранти једне српске књиге јављају се чланови те породице 1828. године у Пањови. Домаћин је Петар, његова супруга Сара рођена Ценовић, њена кћи Сосана, и њена сестра Марија Ценовић.
После смрти мужа удовица је са сином Федором Демелићем напустила имање 1848. године. Отишли су у Беч, да би млади племић стицао високо образовање. Федор Демелић Пањевачки (рођ. 1832) је био правник и аустријски дипломата - дворски саветник, и такође се бавио писањем. Описао је живот композитора Корнелија Становића, за Летопис Матице српске 1866. године. Остао је незавршен његов рукопис обимног списа о Метерниховој аустријској политици.
Каже се 1858. године у "Географском лексикону Угарске", да је Пањова "румунско село", у округу Липа (Липова). Ту живи 1180 православаца (Румуна и Срба), 20 римокатолика и пет Јевреја. Један Србин путник је пролазећи кроз то насеље са забата кућа читао презимена власника: Живковић, Недељковић, Јоцић, Тошић...Али ови су се већ били одродили - порумунили.
Године 1905. у Пањови је било само седам Срба.

## Становништво
Према подацима из 2002. године у насељу је живело 314 становника.

### Попис2002.
| Расподела становништва по националности 2002.‍ | Расподела становништва по националности 2002.‍ | Расподела становништва по националности 2002.‍ | Расподела становништва по националности 2002.‍ | Расподела становништва по националности 2002.‍ |
| --------------------------------------------- | --------------------------------------------- | --------------------------------------------- | --------------------------------------------- | --------------------------------------------- |
|                                               |                                               |                                               |                                               |                                               |
| Румуни                                        | Румуни                                        |                                               | 302                                           | 98,4%                                         |
| Роми                                          | Роми                                          |                                               | 5                                             | 1,6%                                          |